# Dunning School
 (septembre 2020).
Si vous disposez d'ouvrages ou d'articles de référence ou si vous connaissez des sites web de qualité traitant du thème abordé ici, merci de compléter l'article en donnant les références utiles à sa vérifiabilité et en les liant à la section « Notes et références ».
La Dunning School est une école de pensée historiographique concernant la période de reconstruction de l'histoire américaine (1865-1877), soutenant des éléments conservateurs contre les républicains radicaux qui ont introduit les droits civiques en faveur des Afro-Américains dans le Sud. 

## Idées
Le point de vue de l'école Dunning favorise les éléments conservateurs du sud (les Redemers, les propriétaires de plantations et les anciens confédérés) et les républicains radicaux qui ont favorisé les droits civils des anciens esclaves. Les vues de l'école Dunning dominaient les représentations savantes et populaires de 1900 aux années 1930. Adam Fairclough, un historien britannique dont l'expertise comprend la reconstruction, a résumé leurs thèmes :

« Tous ont convenu que le suffrage noir avait été une erreur politique et que les gouvernements des États républicains du Sud qui reposaient sur des votes noirs avaient été corrompus, extravagants, non représentatifs et oppressifs. Les sympathisants des historiens « Dunningites » étaient liés aux Sudistes blancs qui ont résisté à la reconstruction du Congrès : des Blancs qui, s'organisant sous la bannière du Parti conservateur ou démocrate, ont utilisé l'opposition légale et la violence extralégale pour évincer les républicains du pouvoir de l'État. Bien que les historiens « Dunningites » n'aient pas nécessairement approuvé ces méthodes extralégales, ils ont eu tendance à les minimiser. Du début à la fin, ils ont soutenu que la reconstruction du Congrès — ouvent surnommée « reconstruction radicale » — manquait de sagesse politique et de légitimité »

L'historien Eric Foner, un spécialiste de premier plan, a déclaré :

« L'école de reconstruction traditionnelle ou Dunning n'était pas seulement une interprétation de l'histoire. Il faisait partie de l'édifice du système Jim Crow. C'était une explication et une justification de retirer le droit de vote aux Noirs au motif qu'ils l'avaient complètement abusé pendant la reconstruction. C'était une justification pour le Sud blanc résistant aux efforts extérieurs pour changer les relations raciales en raison de l'inquiétude d'avoir une autre reconstruction. Toutes les horreurs présumées de la reconstruction ont aidé à geler les esprits du Sud blanc en résistance à tout changement quel qu'il soit. Et ce n'est qu'après que la révolution des droits civiques a balayé les fondements racistes de cette ancienne vision — c'est-à-dire que les Noirs sont incapables de participer à la démocratie américaine — que l'on a pu obtenir une nouvelle vision de la reconstruction largement acceptée. Pendant longtemps, c'était une camisole de force intellectuelle pour une grande partie du Sud blanc, et les historiens ont beaucoup à répondre d'aider à propager un système raciste dans ce pays »

## Histoire
L'école tire son nom du professeur de l'Université Columbia William Archibald Dunning (1857-1922), dont les écrits et ceux de ses doctorants constituaient les principaux éléments de l'école. Il a soutenu l'idée que le Sud avait été blessé par la reconstruction et que les valeurs américaines avaient été foulées aux pieds par l'utilisation de l'armée américaine pour contrôler la politique de l'État. Il soutient que les affranchis se sont révélés incapables de s'autogouverner et ont donc rendu la ségrégation nécessaire. Dunning pensait que permettre aux Noirs de voter et d'occuper un poste avait été « une grave erreur ». En tant que professeur, il a enseigné à des générations d'érudits, dont beaucoup ont répandu son point de vue sur les maux de la reconstruction. L'école Dunning et des historiens similaires ont dominé la version de l'histoire de l'ère de la reconstruction dans les manuels scolaires dans les années 1960. Leur adoption généralisée de termes dépréciatifs tels que scalawags pour les républicains blancs du sud et tapisbaggers pour les habitants du Nord qui ont travaillé et se sont installés dans le Sud, a persisté dans les travaux historiques. 
Expliquant le succès de l'école Dunning, l'historien Peter Novick note deux forces : la nécessité de réconcilier le Nord et le Sud après la guerre civile et l'augmentation du racisme alors que le darwinisme social semblait soutenir le concept par la science, qui ont contribué à un « consensus historiographique raciste » au tournant du XXe siècle sur la Reconstruction. 
Même Reconstruction in Mississippi de James Wilford Garner, considérée par W. E. B. Du Bois comme l'œuvre la plus juste de l'école Dunning, dépeignait la reconstruction comme « mal avisée » et les politiciens noirs comme des problèmes pour les administrations du Sud. 
Dans les années 40, Howard K. Beale commence à définir une approche différente. Il affirme que certains des historiens les plus progressistes du Sud continuaient de proposer « que leur race doit interdire aux Noirs l'égalité sociale et économique ». Beale a indiqué que d'autres historiens du Sud ayant apporté des contributions plus positives étaient des « libéraux du Sud » tels que C. Vann Woodward et Francis Simkins. 

### E. Merton Coulter
Bien qu'il n'ait pas étudié à Dunning ou à la Columbia University, l'historien du sud E. Merton Coulter a présenté quelques vues typiques. Selon la New Georgia Encyclopedia, il a « élaboré son corpus littéraire pour louer le Vieux Sud, glorifier les héros confédérés, vilipender les habitants du Nord et dénigrer les Noirs du Sud ». Il a enseigné à l'Université de Géorgie pendant soixante ans, a fondé la Southern Historical Association et a édité le Georgia Historical Quarterly pendant cinquante ans, il avait donc de nombreuses voies d'influence. L'historien Eric Foner écrit à propos de Coulter :

« Le fait que les Noirs aient pris part au gouvernement, a écrit E. Merton Coulter dans la dernière histoire à grande échelle de la reconstruction écrite entièrement dans la tradition Dunning, était un développement « diabolique », « à se souvenir, frissonner et rejeter ». Pourtant, alors que ces œuvres regorgent de références horrifiées à la « règle des nègres » et au « gouvernement nègre », les Noirs ne jouent en fait que peu de rôle dans les récits. Leurs aspirations, si elles sont mentionnées, ont été ridiculisées et leur rôle dans la définition du cours des événements pendant la reconstruction a été ignoré. Lorsque les écrivains parlaient du « Sud » ou du « peuple », ils voulaient dire des blancs. Les Noirs sont apparus soit comme des victimes passives de la manipulation des blancs, soit comme un peuple irréfléchi dont la « nature animale » menaçait la stabilité de la société civilisée »

### Sources primaires (par les membres de la Dunning School)
- Dunning, William Archibald. Reconstruction: Political & Economic, 1865–1877 (1905).
- L'annulation de la reconstruction, par William A. Dunning (1901)
- The Sequel of Appomattox, A Chronicle of the Reunion of the States par Walter Lynwood Fleming, (1918) texte complet d'un bref aperçu.
- Fleming, Walter L. éd. Histoire documentaire de la reconstruction: politique, militaire, sociale, religieuse, éducative et industrielle (1906).